# Лів
Лів (пол. Liw) — село в Польщі, у гміні Лів Венґровського повіту Мазовецького воєводства. Населення — 848 осіб (2011).

## Історія
Лів — історичне місто, центр середньовікового удільного князівства. Перша письмова згадка датується 1421 роком.
В 1493—1789 рр. були два окремих міста, Старий Лів і Новий Лів.
У 1770—1795 старостою Лівським був подільський шляхтич, відомий містик, алхімік і масон Тадеуш Грабянка. У місцевому замку він спорудив новий будинок повітової канцелярії, який зберігся донині.
Втратив свій статус міста в 1866 році, перебуваючи під владою Росії, після участі міста в польському Січневому повстанні. Тут також була битва в квітні 1831 під час Листопадового повстання, що призвело до штурму та руйнування міста російськими військами.
У 1975—1998 роках село належало до Седлецького воєводства.

## Демографія
Демографічна структура станом на 31 березня 2011 року:
|          | Загалом | Допрацездатний вік | Працездатний вік | Постпрацездатний вік |
| -------- | ------- | ------------------ | ---------------- | -------------------- |
| Чоловіки | 431     | 69                 | 310              | 52                   |
| Жінки    | 417     | 68                 | 253              | 96                   |
| Разом    | 848     | 137                | 563              | 148                  |

## Пам'ятки
Село відоме готичним замком (побудований князем Мазовецьким, князі до 1429) та неоготичним костелом (побудований 1905—1907).